# فورنهم آل سینتس
فورنهم آل سینتس (به انگلیسی: Fornham All Saints) یک روستا و محله مدنی در بریتانیا است که در St Edmundsbury واقع شده‌است. فورنهم آل سینتس ۱٬۱۶۰ نفر جمعیت دارد.